# Action regulation theory
De action regulation theory (ART) is een theorie gefundeerd op de gedachte dat statements op zichzelf geen doel bereiken, maar dat er gereguleerde acties zijn vereist. Gereguleerd betekent dat acties worden gekozen, gepland, uitgevoerd en bewaakt. De ART is in de jaren 1980 ontwikkeld door Winfried Hacker samen met anderen.

## Theorie
De action regulation theory is een psychologische metatheorie die de regulatie van doelgerichte acties vanuit zowel een cognitief, behavioristisch als sociaal perspectief beschrijft. Het proces van regulering vindt daarbij plaats op verschillende niveaus, van sensomotorisch niveau (onbewust) naar intellectueel niveau tot zelfs meta-cognitief niveau (bewust). De mate waarin een persoon actiegericht is, proactief acties start en onderweg drempels overwint, wordt vooral door motivatie bepaald. De mate waarin de actieregulatie effectief en efficiënt is, wordt bepaald door de nauwkeurigheid van de mentale voorstelling die een persoon maakt over zaken als de randvoorwaarden, de doelen, de acties, de planning en de mogelijke uitkomsten die daaruit voortkomen.

## Toepassing
De action regulation theory werd als eerste toegepast in de arbeidssituatie om te verklaren hoe werknemers hun niet-zichtbare denkvermogen inzetten om hun zichtbaar gedrag te reguleren. De ART verbond daarbij niet alleen mentale processen met gedrag, maar nam daarin ook de arbeidsomgeving en de arbeidsdoelen mee. De ART is ook op andere gebieden zoals het onderwijs toegepast bijvoorbeeld om ondernemend leren te doorgronden. Zo kan een ideale student herkend worden als iemand die:
- weet wat er wordt verwacht
- wat er nodig is om deze verwachting waar te maken
- hoe dit efficiënt is te bereiken
- hoe zichzelf te motiveren dat ook te gaan doen
- hoe zo effectief mogelijk dit te tonen aan anderen